# روبرت فلمنج (ملحن)
روبرت فلمنج هو عازف الأرغن وملحن كندي، ولد في 12 نوفمبر 1921 في برينس ألبرت في كندا، وتوفي في 28 نوفمبر 1976 في أوتاوا في كندا.

## وصلات خارجية
- روبرت فلمنج على موقع IMDb (الإنجليزية)
- روبرت فلمنج على موقع ميوزك برينز (الإنجليزية)